# Cờ Pháp-Mỹ

Cờ Pháp-Mỹ

Một hội nghị tháng 5 năm 1983 của người Mỹ gốc Pháp tại trường Cao đẳng Saint Anselm ở Manchester, New Hampshire đã thông qua một lá cờ để đại diện cho người Pháp gốc Đông Bắc. Nó được thiết kế bởi Robert L. Couturier, luật sư và thị trưởng một thời của Lewiston, Maine, để có một cánh đồng màu xanh với một chiếc fleur-de-lis màu trắng trên một ngôi sao năm cánh màu trắng. Cuối năm đó, nó đã được Hiệp hội người Mỹ gốc Pháp thông qua như một biểu tượng cho tất cả người Mỹ gốc Pháp.